# Список утраченных фильмов России (1915)
Список утраченных фильмов России (1915) — список утраченных фильмов Российской империи, отснятых в 1915 году, отсортированный в алфавитном порядке. Все фильмы художественные.

## Легенда
Разделительная полоса
 Комментарий; критика фильма

## Список
| Название | Жанр                                                              | Киностудия                                                    | Режиссёр | Актёры |
| --- | ----------------------------------------------------------------- | ------------------------------------------------------------- | --- | --- |
| «Акулькина карьера» | комедия                                                           |                                                               | | Лидия Триденская (Акулька) |
| |                                                                   |                                                               | | |
| «Антихрист» | Фантастическая драма/ужасы                                        | Кинопроизводственная фирма «Люцифер»                          | реж. Эдуард Пухальский сцен. Эдуард Пухальский                                                                                              | Николай Салтыков (Вильгельм II), Эдуард Пухальский (король Альберт) |
| Драма имел успех, в особенности в провинции.                                                                                                 |                                                                   |                                                               | | |
| |                                                                   |                                                               | | |
| «Аня» |                                                                   | т/д «Тиман и Рейнгардт»                                       | реж. Александр Уральский опер. Александр Левицкий                                                                                           | |
| |                                                                   |                                                               | | |
| «Ашантка» |                                                                   |                                                               | | |
| |                                                                   |                                                               | | |
| «Барышня в белой шапочке» |                                                                   | т/д «Ханжонкова»                                              | реж. Пётр Чардынин | Виталий Брянский |
| |                                                                   |                                                               | | |
| «Без вины» | Драма                                                             | т/д «Ханжонкова»                                              | | |
| |                                                                   |                                                               | | |
| «Без жён» | Фарс                                                              |                                                               | реж. Владислав Старевич сцен. Владислав Старевич                                                                                            | |
| |                                                                   |                                                               | | |
| «Без пуговиц» |                                                                   |                                                               | | |
| |                                                                   |                                                               | | |
| «Безумие таланта» | Драма                                                             | Товарищество «Ермольева»                                      | реж. Чеслав Сабинский | |
| Ермольев достиг развития русского психологического фильма.                                                                                   |                                                                   |                                                               | | |
| |                                                                   |                                                               | | |
| «Белая колоннада» // Экранизация одноимённого романа Е. Нагродской                                                                           | драма                                                             | т/д «Тиман и Рейнгардт («Русская золотая серия»)»             | реж. Вячеслав Висковский опер. Александр Левицкий                                                                                           | Мария Рутц, Гедике |
| Превосходные световые эффекты и снимок |                                                                   |                                                               | | |
| |                                                                   |                                                               | | |
| «Белый генерал» |                                                                   | Скобелевский комитет и т/д «Дранкова»                         | реж. Николай Спиридонов, Александр Иванов-Гай опер. Фёдор Вериго-Даровский сцен. Николай Спиридонов, Александр Иванов-Гай                   | |
| |                                                                   |                                                               | | |
| «Бибишка» |                                                                   |                                                               | | Владимир Максимов |
| |                                                                   |                                                               | | |
| «Бич человека» | Бульварная драма                                                  | т/д «Р. Перский»                                              | реж. Александр Гарин опер. Григорий Гибер                                                                                                   | Владимир Максимов (Сергей Ценский) |
| |                                                                   |                                                               | | |
| «Благодарю… не ожидал» | Комедия                                                           |                                                               | | |
| |                                                                   |                                                               | | |
| «Богдан Хмельницкий» // Экранизация одноимённой пьесы М. Старицкого                                                                          | Историческая драма                                                | т/д «Ф. Щетинин и Ко»                                         | опер. Даниил Сахненко | |
| |                                                                   |                                                               | | |
| «Бойтесь толстых женщин» | фарс                                                              | Товарищетво «Продалент»                                       | реж. Степан Надеждин опер. А. Печковский сцен. Степан Надеждин                                                                              | Степан Надеждин (Растеряев) |
| |                                                                   |                                                               | | |
| «Босая любовь» |                                                                   |                                                               | | |
| |                                                                   |                                                               | | |
| «Брандт» // Экранизация одноимённой пьесы Г. Ибсена                                                                                          | Драма                                                             | т/д «Тиман и Рейнгардт» («Русская золотая серия)»             | опер. П. Боскен, Жорж Мейер сцен. Павел Орленев                                                                                             | Павел Орленев (Брандт) |
| |                                                                   |                                                               | | |
| «Братья Борис и Глеб» | Уголовно-психологический кинороман                                | т/д «Ханжонкова»                                              | реж. Евгений Бауэр опер. Борис Завелев сцен. «Анталек» (Антонина и Александр Ханжонковы)                                                    | С. Рассатов (профессор Николаев), Ольга Рахманова (жена Николаева), Витольд Полонский (Борис, сын Николаевых), Иван Горский (Глеб, брат-близнец Бориса), Лидия Терек (Ирина Ронецкая), Тамара Гедеванова (Лиза), А. Вырубов, А. Сотников |
| Отчетливые и великолепные фотографии. |                                                                   |                                                               | | |
| |                                                                   |                                                               | | |
| «Братья Карамазовы» // Экранизация одноимённого романа Ф. М. Достоевского                                                                    | драма                                                             | т/д «А. Талдыкина»                                            | реж. Вячеслав Туржанский опер. Николай Козловский сцен. Вячеслав Туржанский                                                                 | Фаина Шевченко (Грушенька) |
| |                                                                   |                                                               | | |
| «Бувальщина» // Экранизация украинского водевиля Антона Велисовского                                                                         | Кинодекламация                                                    |                                                               | реж. Алексей Суходольский | |
| |                                                                   |                                                               | | |
| «Быть карасю на удочке» // Перенесённая на экран постановка театра Сабурова                                                                  | Фарс                                                              |                                                               | | Александр Вернер, Борис Светлов, Николай Улих |
| |                                                                   |                                                               | | |
| «В волнах безумия» | Психологическая драма                                             | т/д «Г. Либкин»                                               | реж. Г. Либкен опер. Брицци сцен. Борис Мартов                                                                                              | Е. Стрельская, В. Михалькевич |
| |                                                                   |                                                               | | |
| «В золотой паутине Москвы» | Драма                                                             | Предприятие «Векштейна»                                       | реж. Владимир Максимов сцен. Владимир Максимов                                                                                              | Владимир Максимов (Леонид Крымов) |
| |                                                                   |                                                               | | |
| «В лапах профессора-афериста» |                                                                   |                                                               | реж. Борис Глаголин опер. А. Печковский | |
| |                                                                   |                                                               | | |
| «В лучах германских прожекторов» | драма                                                             | «Марка Налётного»                                             | реж. Марк Налётный | |
| |                                                                   |                                                               | | |
| «В сетях германского шпионажа» | Драма                                                             | т/д «Дранкова»                                                | реж. Михаил Мартов сцен. Николай Брешко-Брешковский (по собственному одноимённому роману)                                                   | В. Горская |
| |                                                                   |                                                               | | |
| «В старину живали деды» | драма                                                             | Фабрика «Светотень»                                           | реж. Семён Писарев опер. Николай Ефремов сцен. Семён Писарев                                                                                | Павел Скуратов, З. Писарева-Горбачевская |
| |                                                                   |                                                               | | |
| «В чаду опиума» | драма                                                             | т/д «Русь»                                                    | реж. Александр Аркатов опер. В. Вурм сцен. Александр Аркатов                                                                                | |
| |                                                                   |                                                               | | |
| «В чаду удушливых газов» | Патриотическая драма                                              | т/д «Г. Либкин»                                               | реж. Сигизмунд Веселовский опер. Пётр Мосягин                                                                                               | |
| |                                                                   |                                                               | | |
| «Великий Магараз» | Оккультная мистическая драма                                      | Контора «Кинолента»                                           | реж. Анатолий Каменский, Вячеслав Туржанский сцен. Анатолий Каменский                                                                       | Вячеслав Туржанский (Магараз), Евгений Вахтангов, Иван Лазарев, Ольга Бакланова, Григорий Хмара, Мария Горичева |
| Запутанный и надуманный сюжет. |                                                                   |                                                               | | |
| |                                                                   |                                                               | | |
| «Венецианский чулок» | Комедия                                                           | т/д «Ханжонкова»                                              | реж. Пётр Чардынин сцен. Валентин Туркин | В. Глинская, Николай Башилов |
| |                                                                   |                                                               | | |
| «Вернулось счастье» |                                                                   |                                                               | реж. Александр Уральский опер. Александр Левицкий                                                                                           | Николай Церетели (Георгий Звягин) |
| |                                                                   |                                                               | | |
| «Весёлый ужин с печальными последствиями» | Александр Гарин                                                   | т/д «Дранкова»                                                | | |
| |                                                                   |                                                               | | |
| «Вешние воды» |                                                                   |                                                               | | |
| |                                                                   |                                                               | | |
| «Власть сердца» | Драма                                                             | т/д «Ханжонкова»                                              | | Ольга Рахманова |
| |                                                                   |                                                               | | |
| «Власть тьмы» |                                                                   |                                                               | | Иван Мозжухин |
| |                                                                   |                                                               | | |
| «Власть чувства» | Драма                                                             | т/д «В. Вурм»                                                 | реж. В. Вурм опер. В. Вурм | |
| |                                                                   |                                                               | | |
| «Внимая ужасам войны» |                                                                   |                                                               | | |
| |                                                                   |                                                               | | |
| «Во власти курдов» | Национально-патриотическая драма                                  | Товарищество «Минерва (Екатеринодар)»                         | опер. Николай Минервин сцен. Николай Минервин                                                                                               | |
| |                                                                   |                                                               | | |
| «Во имя прошлого» | драма                                                             | Товарищество «Художественная лента»                           | реж. Александр Пантелеев опер. С. Карасик сцен. Наталья Бахарева                                                                            | В. Давыдов |
| |                                                                   |                                                               | | |
| «Во славу русского оружия» | Военно-патриотический                                             | т/д «Ф. Щетинин и Ко»                                         | реж. Александр Варягин | |
| |                                                                   |                                                               | | |
| «Возрождение» | Драма                                                             | т/д «Ханжонкова»                                              | реж. Пётр Чардынин | Павел Бирюков |
| |                                                                   |                                                               | | |
| «Война и дети» | Комедия                                                           | Киностудия «Люцифер»                                          | | |
| |                                                                   |                                                               | | |
| «Война и мир» // Экранизация одноимённого романа Л. Н. Толстого                                                                              | драма                                                             | т/д «Тиман и Рейнгардт» («Русская золотая серия)»             | реж. Яков Протазанов, Владимир Гардин опер. Александр Левицкий сцен. Яков Протазанов, Владимир Гардин худ. Чеслав Сабинский, И. Кавалеридзе | Алексей Бестужев (Борис Трубецкой), Владимир Гардин (Наполеон), Николай Горич (князь Василий), Михаил Доронин, Ольга Преображенская (Наташа Ростова), Иван Мозжухин (Болконский), Осип Рунич (Николай Ростов) |
| |                                                                   |                                                               | | |
| «Война и мир» // Экранизация одноимённого романа Л. Н. Толстого                                                                              | драма                                                             | т/д «А. Талдыкин»                                             | реж. Анатолий Каменский опер. Николай Козловский сцен. Анатолий Каменский                                                                   | |
| |                                                                   |                                                               | | |
| «Волжский дьявол» | Драма                                                             |                                                               | реж. Александр Чаргонин опер. Иван Фролов сцен. Александр Чаргонин                                                                          | Александр Чаргонин |
| |                                                                   |                                                               | | |
| «Вор-джентльмен» | Фарс                                                              | т/д «С. Веселовский и Ф. Пархоменко»                          | реж. Сигизмунд Веселовский сцен. Сигизмунд Веселовский                                                                                      | Николай Салтыков |
| Неудачное подражание. |                                                                   |                                                               | | |
| |                                                                   |                                                               | | |
| «Вот вспыхнуло утро» |                                                                   |                                                               | | Иван Мозжухин |
| |                                                                   |                                                               | | |
| «Все мы жаждем любви» | Фарс                                                              |                                                               | | |
| |                                                                   |                                                               | | |
| «Вся жизнь под маской» |                                                                   |                                                               | | Иван Мозжухин |
| |                                                                   |                                                               | | |
| «Вторая молодость» |                                                                   |                                                               | | |
| |                                                                   |                                                               | | |
| «Гамлет» |                                                                   |                                                               | | |
| |                                                                   |                                                               | | |
| «Героический подвиг сестры милосердия Риммы Михайловны Ивановой»                                                                             | Военно-патриотическая драма                                       | т/д «Ф. Щетинин и Ко»                                         | реж. Александр Варягин опер. Даниил Сахненко                                                                                                | |
| |                                                                   |                                                               | | |
| «Героический подвиг телефониста Алексея Манухи»                                                                                              | Военно-патриотическая драма                                       | т/д «Ф. Щетинин и Ко»                                         | реж. Александр Варягин опер. Даниил Сахненко                                                                                                | |
| |                                                                   |                                                               | | |
| «Геройский подвиг рядового Панасюка» |                                                                   |                                                               | | |
| |                                                                   |                                                               | | |
| «Гибель американского миллиардера на «Лузитании» [, взорванной германской подводной лодкой у берегов Ирландии]»                              | Драма                                                             | Фирма «Люцифер»                                               | реж. Эдуард Пухальский опер. Николай Салтыков                                                                                               | Николай Салтыков (Вандербильд) |
| |                                                                   |                                                               | | |
| «Гранатовый браслет» // Экранизация одноимённой повести А. И. Куприна                                                                        | Драма                                                             | т/д «В. Венгеров и В. Гардин»                                 | реж. Николай Маликов опер. Александр Рылло сцен. Э. Бескин                                                                                  | Ольга Преображенская (княгиня Вера), П. Кашевский (Желтков, чиновник), Ричард Болеславский |
| |                                                                   |                                                               | | |
| «Гримасы большого города» | драма                                                             | т/д «И. Ермольева»                                            | реж. Чеслав Сабинский опер. Евгений Славинский сцен. Иван Мозжухин                                                                          | Иван Мозжухин |
| Интересная постановка. |                                                                   |                                                               | | |
| |                                                                   |                                                               | | |
| «Грядущая Русь» | Военно-патриотический                                             | т/д «А. Талдыкина»                                            | реж. Вячеслав Туржанский опер. Николай Козловский сцен. Анатолий Каменский                                                                  | Вячеслав Туржанский |
| |                                                                   |                                                               | | |
| «Гувернантка» // Экранизация рассказа А. И. Куприна «Впотьмах»                                                                               | Драма                                                             | т/д «А. Талдыкин»                                             | реж. Вячеслав Туржанский | Вячеслав Туржанский (Аларин) |
| |                                                                   |                                                               | | |
| «Гуттаперчевый мальчик» // Экранизация одноимённой повести В. Д. Григоровича                                                                 | Драма                                                             | т/д «И. Ермольев»                                             | реж. Владимир Касьянов опер. Евгений Славинский сцен. Владимир Касьянов                                                                     | |
| |                                                                   |                                                               | | |
| «Дамочки пошутили» | Комедия                                                           | т/д «Ханжонкова»                                              | реж. Пётр Чардынин | Лидия Терек, А. Мирский, З. Шпор |
| |                                                                   |                                                               | | |
| «Девушка с мышкой» // Экранизация одноимённого фарса И. А. Кочергина                                                                         | Фарс                                                              | т/д «Тиман и Рейнгардт»                                       | реж. Александр Уральский опер. Александр Левицкий                                                                                           | |
| |                                                                   |                                                               | | |
| «Делли» |                                                                   |                                                               | | Михаил Ростовцев |
| |                                                                   |                                                               | | |
| «Демон зла» | Мистическая драма\трагедия                                        | т/д «Р. Перский»                                              | реж. Владимир Максимов | Владимир Максимов (Неволин) |
| |                                                                   |                                                               | | |
| «День трёх королей» | Драма                                                             | т/д «Ханжонкова»                                              | реж. Пётр Чардынин опер. Б. Завелев сцен. Анна Мар                                                                                          | Андрей Громов, Н. Лещинская, М. Петипа, Олег Фрелих |
| Пошлый драматический этиюд. |                                                                   |                                                               | | |
| |                                                                   |                                                               | | |
| «Депутат» | Комедия                                                           | т/д «Тиман и Рейнгардт» («Русская Золотая серия)»             | реж. Яков Протазанов опер. Александр Левицкий                                                                                               | |
| |                                                                   |                                                               | | |
| «Дерево смерти, или кровожадная Сусанна» | Авантюрно-приключенческий/фильм ужасов                            | Товарищество «Художественная лента»                           | реж. Александр Пантелеев опер. А. Печковский сцен. Владимир Гарлицкий, Наталья Бахарина                                                     | В. Ленский |
| |                                                                   |                                                               | | |
| «Дети Ванюшина» |                                                                   |                                                               | опер. Борис Завелев | Иван Мозжухин |
| |                                                                   |                                                               | | |
| «Детовор» |                                                                   |                                                               | реж. Владимир Кривцов | |
| |                                                                   |                                                               | | |
| «Дикарка» // Экранизация одноимённой пьесы А. Н Островского и Н. Я. Соловьёва                                                                | Драма                                                             | т/д «В. Гардин и В. Венгеров»                                 | реж. Владимир Гардин опер. Александр Рылло сцен. Владимир Гардин                                                                            | Николай Маликов, Борис Орлицкий |
| |                                                                   |                                                               | | |
| «Дневник поруганной женщины» | Психологическая драма                                             | Товарищество «И. Ермольева»                                   | реж. Александр Аркатов опер. Евгений Славинский                                                                                             | Владимир Стрижевский, Александр Стрижевский |
| |                                                                   |                                                               | | |
| «Доклад австрийского штаба» |                                                                   |                                                               | | |
| |                                                                   |                                                               | | |
| «Доктор с собачьей площадки» | Фарс                                                              | т/д «Ханжонкова»                                              | реж. Евгений Бауэр | Лина Бауэр, Николай Башилов, Лидия Триденская, Александр Херувимов, Голубь, Плотин |
| Тяжеловесно и растянуто. |                                                                   |                                                               | | |
| |                                                                   |                                                               | | |
| «Достойный нации» | Драма                                                             | т/д «Ханжонкова»                                              | реж. Евгений Бауэр сцен. Л. Молдавцев | Арсений Бибиков (генерал Рудольф Штенеберг), Николай Маргаритов (сын генерала Штенеберга), Надежда Снежина, Лина Бауэр (баронесса Эмма Райхесмюллер), Витольд Полонский (брат баронессы Райхесмюллер, инженер), Надежда Нельская (танцовщица Лисси Крегер), А. Сотников |
| |                                                                   |                                                               | | |
| «Дочь вора» | Драма                                                             | т/д «Дранкова»                                                | реж. Александр Гарин | |
| Безвкусная и дешёвая сенсационность. |                                                                   |                                                               | | |
| |                                                                   |                                                               | | |
| «Драма на самолёте» | Кинороман                                                         | т/д «Г. Либкин»                                               | реж. Николай Арбатов | |
| |                                                                   |                                                               | | |
| «Дуракам счастье» | Фарс                                                              | т/д «Тиман и Рейнгардт» («Русская золотая серия)»             | реж. Вячеслав Висковский опер. Александр Левицкий                                                                                           | Александр Вернер |
| |                                                                   |                                                               | | |
| «Дурман» | Психологическая драма                                             | т/д «Ханжонкова»                                              | реж. Пётр Чардынин опер. Борис Завелев сцен. Анна Мар                                                                                       | Надежда Нельская, Витольд Полонский, Павел Бирюков, Варвара Алексеева-Месхиева, Иван Мозжухин |
| |                                                                   |                                                               | | |
| «Душа волжанина разбита» // По роману М. Горького «Фома Гордеев»                                                                             |                                                                   |                                                               | реж. Александр Чаргонин опер. Иван Фролов сцен. Александр Чаргонин                                                                          | Александр Чаргонин |
| |                                                                   |                                                               | | |
| «Еврей-доброволец» | Драма                                                             | Товарищество «Продалент»                                      | реж. Я. Койнарский сцен. Я. Койнарский | М. Адамов (Моисей Гиршман) |
| |                                                                   |                                                               | | |
| «Екатерина Ивановна» // Экранизация одноимённой пьесы Л. Андреева                                                                            | Драма                                                             | т/д «Тиман и Рейнгардт» («Русская золотая серия)»             | реж. Александр Уральский опер. Александр Левицкий сцен. Леонид Андреев (по собственной пьесе)                                               | Иван Берсенев, Мария Дурасова (Лиза), Мария Германова, Николай Массалитинов |
| |                                                                   |                                                               | | |
| «Елена Павловна и Серёжка» // Экранизация одноимённого романа А. Вербицкой                                                                   | Драма                                                             | т/д «Тиман и Рейнгардт» («Русская золотая серия)»             | реж. Вячеслав Висковский опер. Александр Левицкий                                                                                           | Николай Церетели (Серёжа), Михаил Доронин |
| |                                                                   |                                                               | | |
| «Женская логика» | Комедия                                                           | т/д «Ханжонкова»                                              | | |
| |                                                                   |                                                               | | |
| «Женщина-сатана» |                                                                   | т/д «С. Веселовский и Ф. Пархоменко», выпуск конторы «Алианс» | реж. Сигизмунд Веселовский сцен. Сигизмунд Веселовский                                                                                      | Николай Салтыков (Тольский) |
| |                                                                   |                                                               | | |
| «Женщины курорта не боятся даже чёрта» | Фарс                                                              | «Скобелевский комитет»                                        | реж. Владислав Старевич сцен. Владислав Старевич худ. Владислав Старевич                                                                    | Владислав Старевич (чёрт) |
| |                                                                   |                                                               | | |
| «Живой мертвец» |                                                                   |                                                               | | |
| |                                                                   |                                                               | | |
| «Жизнь коснулась» | Драма                                                             | т/д «Р. Перский»                                              | реж. Владимир Татищев | |
| |                                                                   |                                                               | | |
| «Жизнь только издали красива и нарядна» | «Банальная мелодрама». 2 серии                                    | Товарищество «Кинолента»                                      | реж. Александр Чаргонин опер. Иван Фролов                                                                                                   | Алексей Бестужев |
| |                                                                   |                                                               | | |
| «Жизнь — это глупая шутка» | Житейская драма                                                   | «Скобелевский комитет»                                        | реж. Александр Иванов-Гай опер. Владислав Старевич худ. Владислав Старевич                                                                  | |
| |                                                                   |                                                               | | |
| «Житель необитаемого острова» | Фантастическая комедия-фарс                                       | «Скобелевский комитет»                                        | | Владислав Старевич (фавн), Елена Чайка, Андрей Громов (Браклес) |
| |                                                                   |                                                               | | |
| «За родину» |                                                                   |                                                               | | |
| |                                                                   |                                                               | | |
| «Загробная скиталица» | Оккультная драма\фильм ужасов                                     | т/д «А. Талдыкин, Н. Козловский и Ко»                         | реж. Всеволод Туржанский сцен. Анатолий Каменский                                                                                           | Ольга Бакланова (женщина-вампир), Виктор Туржанский (Аммосов) |
| |                                                                   |                                                               | | |
| «Загубленная жизнь» | Бульварная драма                                                  | т/д «Русь»                                                    | реж. Александр Аркатов, Евгений Петров-Краевский опер. Иван Фролов                                                                          | |
| |                                                                   |                                                               | | |
| «Заколдованный круг» // По одноимённой пьесе Люциана Рындела                                                                                 |                                                                   | Товарищество «Сфинкс»                                         | реж. Александр Герц опер. Виталис Корсак-Гоголовский худ. Иосиф Галевский                                                                   | Болеслав Лещинский (воевода), Станислав Кнаке-Завадзкий, Антони Филип Беднарчик, Казимир Бернаки, Мария Мирская, Мира Калиновская, Кароль Карлинский |
| |                                                                   |                                                               | | |
| «Записки свободной женщины» // Экранизация одноимённого романа С. Фонвизина                                                                  | Драма                                                             | т/д «Р. Перский»                                              | реж. Андрей Андреев | |
| |                                                                   |                                                               | | |
| «Зараза» | Психологическая драма                                             | А/О «А. Дранков»                                              | реж. Владимир Касьянов сцен. Мариус Петипа                                                                                                  | Мариус Петипа |
| Безукоризненная постановка. |                                                                   |                                                               | | |
| |                                                                   |                                                               | | |
| «Затравленная» | Драма                                                             | т/д «Ханжонкова»                                              | реж. Пётр Чардынин | Пётр Чардынин, М. Полонская, Александр Вырубов, С. Рассатов |
| |                                                                   |                                                               | | |
| «Злой мальчик» | Комедия                                                           | т/д «Ханжонкова»                                              | реж. Пётр Чардынин сцен. Пётр Чардынин | Н. Снежина, Виталий Брянский, Павел Кнорр, Л. Бауэр |
| |                                                                   |                                                               | | |
| «Золото за славянскую кровь, или Фердинанд — предатель Болгарии»                                                                             |                                                                   |                                                               | реж. Евгений Петров-Краевский | Николай Салтыков |
| |                                                                   |                                                               | | |
| «Золотой горб» | Уголовно-приключенческий фильм                                    | т/д «Дранкова»                                                | реж. Владимир Гарлицкий, Георгий Инсаров | |
| |                                                                   |                                                               | | |
| «И всё оплакано… осмеяно… разбито…» | Салонная мелодрама                                                | т/д «Крео»                                                    | | Пола Негри (жена служащего) |
| |                                                                   |                                                               | | |
| «И ждёт она суда нечеловеческого…» | «Современная драма»                                               | т/д «А. Талдыкин, Н. Козловский и Ко»                         | реж. Вячеслав Туржанский сцен. Анатолий Каменский                                                                                           | |
| Удовлетворительная постановка и фотография.                                                                                                  |                                                                   |                                                               | | |
| |                                                                   |                                                               | | |
| «И жизнь разбита… и тяжкий звон цепей…» | Скобелевский комитет                                              |                                                               | реж. Николай Ларин опер. Александр Левицкий сцен. А. Ивонин                                                                                 | А. Ивонин (смотритель Покровский), Николай Салтыков (Скавронский) |
| |                                                                   |                                                               | | |
| «Игра судьбы» |                                                                   |                                                               | | |
| |                                                                   |                                                               | | |
| «Игрок» |                                                                   |                                                               | реж. Владимир Касьянов | |
| |                                                                   |                                                               | | |
| «Из-за пары чулок» | Комедия                                                           | т/д «Ханжонкова»                                              | | |
| |                                                                   |                                                               | | |
| «Из мира таинственного» | драма                                                             | т/д «Ханжонкова»                                              | реж. Евгений Бауэр опер. Григорий Гибер сцен. Александр Ханжонков, Антонина Ханжонкова худ. Евгений Бауэр                                   | Андрей Громов (дедушка \ студент), Елена Южная (неизвестная девушка), Н. Нигоф (профессор), Л. Каштанов |
| Посредственный фильм. |                                                                   |                                                               | | |
| |                                                                   |                                                               | | |
| «Инвалиды духа» | драма                                                             | т/д «Ханжонкова»                                              | реж. Пётр Чардынин опер. Борис Завелев | Лидия Коренева, Александр Вырубов, Арсений Бибиков, Павел Бирюков |
| |                                                                   |                                                               | | |
| «Интернациональный маскарад» |                                                                   |                                                               | реж. Александр Гарин сцен. Александр Гарин                                                                                                  | |
| |                                                                   |                                                               | | |
| «Ирина Кирсанова» | Уголовно-психологический кинороман                                |                                                               | реж. Евгений Бауэр опер. Борис Завелев сцен. Александр Ханжонков, Антонина Ханжонкова                                                       | Иван Горский (Глеб Николаев, брат-близнец Бориса), В. Глинская (Екатерина Инсарова, любовница Ронецкого), Ольга Рахманова (жена профессора Николаева), Витольд Полонский (Борис Николаев), Павел Кнорр (пристав), Тамара Гедеванова (Лиза), Александр Вырубов (Валерий Ронецкий, жених, затем муж Ирины), С. Рассатов (профессор Николаев), Лидия Терек (Ирина Кирсанова), Мирский, А. Анатолий?(судебный следователь), Сотников (Колодин, брат Лизы, шофёр) |
| |                                                                   |                                                               | | |
| «Искушение» | «Шаблонная любовная драма»                                        | «Русское кинематографическое товарищество»                    | реж. В. Ленский опер. Иван Фролов сцен. В. Ленский                                                                                          | |
| |                                                                   |                                                               | | |
| «Испанское недоразумение» |                                                                   |                                                               | | Георгий Азагаров |
| |                                                                   |                                                               | | |
| «Испорченные девочки» | Комедия                                                           |                                                               | | |
| |                                                                   |                                                               | | |
| «История её подвязки» | Фарс                                                              |                                                               | реж. Владислав Старевич опер. Владислав Старевич сцен. Владислав Старевич                                                                   | |
| |                                                                   |                                                               | | |
| «История одной девушки» | Драма                                                             | Товарищество «Русская лента»                                  | реж. Борис Глаголин опер. А. Печковский сцен. Леонид Андреев                                                                                | |
| Дурная антихудожественная постановка с порнографическими элементами.                                                                         |                                                                   |                                                               | | |
| |                                                                   |                                                               | | |
| «Иуда — коронованный предатель Болгарии» |                                                                   |                                                               | реж. Эдвард Пухальский сцен. Эдвард Пухальский                                                                                              | Яков Лейн (Иуда) |
| |                                                                   |                                                               | | |
| «Как жёны делают мужьям карьеру» | Фарс\бытовая комедия                                              | т/д «Кинематографическое ателье А. И. Векштейна и Ко»         | реж. Борис Светлов сцен. Александр Вернер                                                                                                   | Александр Вернер (Жерар), Борис Светлов (Казимир), Ю. Бураковская, Анна Панова-Потёмкина, С. Шолохова, Г. Крамер |
| |                                                                   |                                                               | | |
| «Как немец обезьяну выдумал» | Сатира-феерия                                                     | «Скобелевский комитет»                                        | реж. Владислав Старевич опер. Владислав Старевич сцен. Владислав Старевич худ. Владислав Старевич                                           | Ян Вишневский (обезьяна) |
| |                                                                   |                                                               | | |
| «Карьера Боба» | Порнографический фарс-кинобуффонала                               | Товарищество «Кинолента»                                      | реж. Б. Крамской | Б. Крамской (Боб) |
| |                                                                   |                                                               | | |
| «Каска-феска-колпак» | Кинооперетта-феерия                                               | Товарищество «Кинооперетта»                                   | | |
| |                                                                   |                                                               | | |
| «Катерина-душегубка» |                                                                   | т/д «Русь»                                                    | реж. Александр Аркатов опер. В. Вурм, Иван Фролов, Яковлев сцен. Александр Аркатов                                                          | |
| |                                                                   |                                                               | | |
| «Кино-сатирикон» |                                                                   |                                                               | реж. Сигизмунд Веселовский опер. Пётр Мосягин худ. Пётр Мосягин                                                                             | |
| |                                                                   |                                                               | | |
| «Клара Милич» // Экранизация одноимённого рассказа И. С. Тургенева                                                                           | Драма                                                             | Фирма «Люцифер»                                               | реж. Эдвард Пухальский сцен. Эдвард Пухальский                                                                                              | |
| |                                                                   |                                                               | | |
| «Королева лохмотьев» | Мелодрама                                                         |                                                               | | |
| |                                                                   |                                                               | | |
| «Кошачья свадьба» | Фарс                                                              | т/д «Кинематографическое ателье А. И. Векштейна и Ко»         | реж. Борис Светлов | Александр Вернер, Борис Светлов |
| |                                                                   |                                                               | | |
| «Крик жизни» | Драма                                                             | т/д «В. Венгеров и В. Гардин»                                 | реж. Владимир Гардин опер. Александр Рылло сцен. Владимир Гардин                                                                            | Н. Плевицкая (женщина из народа), Владимир Гардин, Николай Маликов (Любомудров) |
| |                                                                   |                                                               | | |
| «Кровавая башня» |                                                                   |                                                               | реж. Владимир Гарлицкий сцен. Владимир Гарлицкий                                                                                            | Владимир Максимов |
| |                                                                   |                                                               | | |
| «Кровавый Восток» | Приключенческий боевик                                            | Контора «Кинолента»                                           | реж. Александр Аркатов опер. Иван Фролов сцен. Эмиль Бескин                                                                                 | Н. Чернобаева, Иона Таланов, М. Таров, Ян Вишневский, Николай Салтыков |
| |                                                                   |                                                               | | |
| «Кровавый полумесяц» |                                                                   |                                                               | реж. Михаил Мартов | Евгений Боронихин |
| |                                                                   |                                                               | | |
| «Кто без греха, кинь в неё камень» | Драма                                                             | т/д «И. Ермольев»                                             | реж. Чеслав Сабинский | Владимир Стрижевский |
| |                                                                   |                                                               | | |
| «Кто он?» | Детективная драма                                                 | т/д «А. Талдыкин, Н. Козловский и Ко»                         | реж. Вячеслав Туржанский сцен. Анатолий Каменский                                                                                           | Чернова, Мичурин |
| |                                                                   |                                                               | | |
| «Кумиры» // Экранизация одноимённого романа У. Локка                                                                                         | Драма                                                             | т/д «Ханжонкова»                                              | реж. Евгений Бауэр опер. Константин Бауэр                                                                                                   | Иван Мозжухин (Гью Кольман), Лидия Коренева (Ирэн), Арсений Бибиков (Израиль Гарт), Раиса Рейзен (Минна Гарт, его дочь), Осип Рунич (Джерард Мериам), А. Вырубов |
| |                                                                   |                                                               | | |
| «Купленная невеста» // Экранизация одноимённого «исторического романа А. Пазухина»                                                           | Драма                                                             | т/д «Г. Либкин»                                               | реж. Николай Арбатов опер. Пётр Мосягин | |
| |                                                                   |                                                               | | |
| «Ловелас» | комедия                                                           |                                                               | | Антоша Фертнер |
| |                                                                   |                                                               | | |
| «Любовные похождения госпожи В…» |                                                                   |                                                               | | Георгий Азагаров |
| |                                                                   |                                                               | | |
| «Любовь и бензин» |                                                                   |                                                               | | |
| |                                                                   |                                                               | | |
| «Любовь и забава» | Сентиментальная кинодрама                                         | т/д «Русь»                                                    | реж. Александр Аркатов, Евгений Петров-Краевский опер. В. Вурм                                                                              | |
| |                                                                   |                                                               | | |
| «Любовь одна, как смерть одна» |                                                                   |                                                               | реж. Михаил Мартов | |
| |                                                                   |                                                               | | |
| «Любовь под маской» |                                                                   | т/д «А. Талдыкин, Н. Козловский и Ко»                         | реж. Вячеслав Туржанский сцен. Пауль Сепп, М. Криницкий                                                                                     | Ольга Бакланова, Вячеслав Туржанский |
| |                                                                   |                                                               | | |
| «Люди — рабы… только море свободно…» | Мелодраматическая поэма                                           | «Скобелевский комитет»                                        | реж. Владислав Старевич, Николай Ларин опер. Владислав Старевич худ. Владислав Старевич                                                     | Ян Вишневский (царь морской), Андрей Громов (Горский) |
| |                                                                   |                                                               | | |
| «Маленький ресторанчик» | Комедия-фарс                                                      |                                                               | | Вера Каралли, Антоша Фертнер |
| |                                                                   |                                                               | | |
| «Мара Крамская» |                                                                   | т/д «Р. Перский»                                              | реж. Владимир Гарлицкий опер. Григорий Лемберг сцен. Ольга Гзовская, Р. Перский худ. Михаил Вернер                                          | |
| |                                                                   |                                                               | | |
| «Маскарад чувств» // По одноимённому роману М. Криницкого                                                                                    | «Семейная драма»                                                  | т/д «В. Венгеров и В. Гардин»                                 | реж. Владимир Гардин сцен. Владимир Гардин                                                                                                  | |
| |                                                                   |                                                               | | |
| «Махмудкины дети» // По рассказу Немировича-Данченко                                                                                         | Драма                                                             | т/д «Ханжонкова»                                              | | |
| |                                                                   |                                                               | | |
| «Мертвец» // По пьесе Лемонсье | Пантомима                                                         | т/д «Дранкова»                                                | реж. Александр Таиров сцен. Александр Таиров                                                                                                | |
| |                                                                   |                                                               | | |
| «Месть утончённой женщины» | Драма                                                             |                                                               | реж. Александр Иванов-Гай опер. Альфонс Винклер сцен. Александр Иванов-Гай                                                                  | |
| |                                                                   |                                                               | | |
| «Миллионеры» | «Мелодрама из купеческой жизни»                                   | т/д «Русь»                                                    | реж. Евгений Петров-Краевский опер. Иван Фролов                                                                                             | Алексей Бестужев |
| |                                                                   |                                                               | | |
| «Мировая война, или за царя, родину и славянство»                                                                                            | кинодекламация                                                    | Производство «А. Ольшевского»                                 | реж. А. Ольшевский сцен. А. Ольшевский | А. Ольшевский |
| |                                                                   |                                                               | | |
| «Много ли человеку земли нужно» // Экранизация одноимённого рассказа Л. Н. Толстого                                                          | Киноиллюстрация                                                   | т/д «В. Венгеров и В. Гардин»                                 | реж. Николай Маликов, Владимир Гардин опер. Самуил Бендерский сцен. Николай Маликов, Владимир Гардин худ. Сергей Козловский                 | Сергей Козловский (работник) |
| Удачная инсценировка. |                                                                   |                                                               | | |
| |                                                                   |                                                               | | |
| «Мой костёр в тумане светит» // Экранизация одноимённого романса                                                                             |                                                                   | т/д «Г. Либкин»                                               | реж. Сигизмунд Веселовский опер. Пётр Мосягин                                                                                               | Амо Бек-Назаров |
| |                                                                   |                                                               | | |
| «Московский волк» | «Сенсационная уголовная драма»                                    | т/д «Кинематографическое ателье А. И. Векштейна и Ко»         | реж. Владимир Максимов опер. Альфонс Винклер худ. Михаил Вернер                                                                             | |
| |                                                                   |                                                               | | |
| «Московский хитровский притон» | Драма                                                             | т/д «Дранкова»                                                | реж. Александр Гарин сцен. Александр Гарин                                                                                                  | Александр Гарин (Новаковский) |
| вульгарный сюжет. |                                                                   |                                                               | | |
| |                                                                   |                                                               | | |
| «Муж» |                                                                   |                                                               | | Александр Варягин |
| |                                                                   |                                                               | | |
| «Музыкальная жена» | Комедия                                                           | т/д «Г. Либкин»                                               | реж. Сигизмунд Веселовский | |
| |                                                                   |                                                               | | |
| «Мурочка-маникюрочка» // По мотивам одноимённого романса                                                                                     |                                                                   | Товарищество «Орёл»                                           | реж. Владимир Максимов опер. Марк Налётный сцен. Марк Налётный худ. Михаил Вернер                                                           | |
| |                                                                   |                                                               | | |
| «Мученик» |                                                                   |                                                               | | Николай Ниров |
| |                                                                   |                                                               | | |
| «Мученик трезвости» |                                                                   |                                                               | | |
| |                                                                   |                                                               | | |
| «На ножах» // Экранизация одноимённого романа Н. С. Лескова                                                                                  | Салонная драма                                                    | Товарищество «Художественая лента»                            | реж. Александр Пантелеев опер. С. Карасик сцен. Наталья Бахарина                                                                            | |
| |                                                                   |                                                               | | |
| «На поле брани» | Военно-патриотический                                             | т/д «Ф. Щетинин и Ко»                                         | реж. Александр Варягин опер. Даниил Сахненко сцен. Александр Варягин                                                                        | |
| |                                                                   |                                                               | | |
| «Наказанная любознательность» | Комедия-фарс                                                      |                                                               | реж. А. Александров сцен. А. Александров | Александр Гарин |
| |                                                                   |                                                               | | |
| «Наказанный Антоша» | Комедия                                                           | т/д «Ханжонкова»                                              | реж. Георгий Азагаров опер. Григорий Гибер сцен. Георгий Азагаров                                                                           | Вера Холодная (Тата), Эмма Бауэр (Лиина), Антони Фертнер (Антоша), Виталий Брянский (лакей Иван) |
| |                                                                   |                                                               | | |
| «Наказанный любовник» |                                                                   |                                                               | сцен. Николай Брешко-Брешковский | |
| |                                                                   |                                                               | | |
| «Наказанный любовник, или шофёр подвёл» | Комедия                                                           | Товарищество «Светосила»                                      | реж. Владимир Гельгардт опер. Владимир Гельгардт                                                                                            | |
| |                                                                   |                                                               | | |
| «Наследие Каина» | «Жуткая раздирательная драма»                                     | т/д «Русь»                                                    | реж. Евгений Петров-Краевский опер. Иван Фролов                                                                                             | |
| |                                                                   |                                                               | | |
| «Наташа Проскурова» | Драма                                                             |                                                               | | |
| |                                                                   |                                                               | | |
| «Наташа Ростова» // Экранизация романа Л. Н. Толстого «Война и мир»                                                                          | драма                                                             | т/д «Ханжонкова»                                              | реж. Пётр Чардынин худ. В. Фестер | Витольд Полонский (Андрей Болконский), Иван Мозжухин (Анатоль), Вера Каралли (Наташа Ростова), Нина Рутковская, Мария Рейзен, Пётр Лопухин (Пьер Безухов), Алекандр Херувимов |
| |                                                                   |                                                               | | |
| «Не скажи «гоп», пока не перескочишь» | Киноанекдот                                                       | т/д «С. Веселовский и Ф. Пархоменко»                          | реж. Сигизмунд Веселовский | |
| |                                                                   |                                                               | | |
| «Невольник разгула» | Мелодрама                                                         | т/д «Р. Перский»                                              | реж. Владимир Гарлицкий опер. Марк Налётный сцен. Владимир Гарлицкий                                                                        | Владимир Максимов (Константин Максаков), Владимир Кривцов |
| Пошлая мелодрама. |                                                                   |                                                               | | |
| |                                                                   |                                                               | | |
| «Невский проспект» // Экранизация одноимённой повести Н. В. Гоголя                                                                           | Драма                                                             | т/д «Русь»                                                    | реж. Александр Аркатов опер. Иван Фролов | Р. Кречетов (Николай Гоголь и художник Пискарев), А. Верлен (Знатная дама) |
| |                                                                   |                                                               | | |
| «Неистощимое приданое» | Комедия                                                           | т/д «Г. Либкин»                                               | реж. Сигизмунд Веселовский | Николай Римский |
| |                                                                   |                                                               | | |
| «Нет ей ни доли, ни счастья» | Драма                                                             | т/д «И. Ермольев»                                             | реж. Чеслав Сабинский | Владимир Стрижевский |
| |                                                                   |                                                               | | |
| «Бесы» // Экранизация романа Достоевского «Бесы», а также одноимённого спектакля Художественного театра                                      | Драма                                                             | Товарищество «И. Ермольева»                                   | реж. Яков Протазанов опер. Евгений Славинский                                                                                               | А. Ивонин (Шатов), Наталья Лисенко, Иван Мозжухин (Николай Ставрогин), Пётр Старковский, Николай Панов, Вера Орлова (Даша), Лидия Рындина |
| |                                                                   |                                                               | | |
| «Нити жизни перепутаны» |                                                                   |                                                               | реж. Евгений Петров-Краевский | Евгений Петров-Краевский |
| |                                                                   |                                                               | | |
| «Новобрачные поневоле» | Остроумная комедия-фарс                                           | т/д «Тиман и Рейнгардт» («Русская золотая серия)»             | реж. Александр Уральский | Владимир Базилевский (Валентин) |
| |                                                                   |                                                               | | |
| «Новые женщины» | Комедия                                                           | т/д «Г. Либкин»                                               | реж. Сигизмунд Веселовский опер. Пётр Мосягин                                                                                               | |
| |                                                                   |                                                               | | |
| «Ноги вверх» | Фарс                                                              | Товарищество «Кинолента»                                      | реж. Б. Крамской | Б. Крамской |
| |                                                                   |                                                               | | |
| «Ночные приключения в меблированных комнатах»                                                                                                |                                                                   |                                                               | | Николай Ниров |
| |                                                                   |                                                               | | |
| «Ночные приключения дарят нам наслаждение»                                                                                                   |                                                                   |                                                               | реж. Владислав Старевич опер. Владислав Старевич сцен. Владислав Старевич                                                                   | |
| |                                                                   |                                                               | | |
| «Ну и положеньице!» | Комедия                                                           | т/д «Ханжонкова»                                              | реж. Евгений Бауэр | |
| Забавная, бойкоразыгранная комедия. |                                                                   |                                                               | | |
| |                                                                   |                                                               | | |
| «Обожжённые крылья» // На сюжет романа Ю. Слёзкина «Ольга Орг»                                                                               | драма                                                             | т/д «Ханжонкова»                                              | реж. Евгений Бауэр опер. Борис Завелев | Вера Каралли (Таня, дочь Стравчинских), Виталий Брянский (Сережа, гимназист), Арсений Бибиков (писатель Желтухин), Витольд Полонский (художник Лавринский), К. Каренин (князь Батальский), Осип Рунич (Юзеф Мстиславский), Лидия Триденская (Клеопатра Ивановна), Георгий Азагаров (тангист), С. Рассатов (Стравчинский, чиновник), Б. Рутковская (жена Стравчинского), Н. Маргаритов (Валентин, брат Тани)                                                  |
| |                                                                   |                                                               | | |
| «Одесские катакомбы» | Уголовная хроника                                                 | т/д «Тиман и Рейнгардт» («Русская золотая серия)»             | реж. Вячеслав Висковский опер. Александр Левицкий худ. Владимир Егоров                                                                      | |
| |                                                                   |                                                               | | |
| «Один намылился, другой побрился» | Пикантный фарс                                                    | т/д «Р. Перский»                                              | реж. Михаил Бонч-Томашевский опер. Григорий Гибер                                                                                           | Е. А. Бураковская, М. Ф. Дунаев, Б. Н. Светлов, Н. А. Вернер. |
| |                                                                   |                                                               | | |
| «Одинокая душа» |                                                                   |                                                               | сцен. Наталья Бахарина | |
| |                                                                   |                                                               | | |
| «Одна и… трое» |                                                                   |                                                               | реж. Александр Чаргонин | |
| |                                                                   |                                                               | | |
| «Олеся» // Экранизация одноимённой повести А. И. Куприна                                                                                     | Драма                                                             | т/д «Г. Либкин»                                               | реж. Николай Арбатов опер. К. Брицци | Таиса Липовская (Олеся) |
| |                                                                   |                                                               | | |
| «Он» |                                                                   |                                                               | | Александр Волков |
| |                                                                   |                                                               | | |
| «От преступления к преступлению» // Экранизация одноимённой комедии В. А. Крылова                                                            | Комедия                                                           | т/д «Ханжонкова»                                              | реж. Евгений Бауэр опер. Борис Завелев | Вера Каралли (Елена), Алексей Каралли-Торцов (Городихин), Лидия Триденская, Марфа Кассацкая |
| |                                                                   |                                                               | | |
| «Отвергнутая дочь» // Экранизация одноимённой пьесы А. Гольдфадена                                                                           |                                                                   | Товарищество «Космофильм»                                     | реж. Авраам Каминский | |
| |                                                                   |                                                               | | |
| «Отцвели уж давно хризантемы в саду» | Уголовная мелодрама                                               | Товарищество «И. Ермольева»                                   | реж. Александр Аркатов опер. Евгений Славинский                                                                                             | Иван Мозжухин, З. Карабанова |
| |                                                                   |                                                               | | |
| «Ошибка сердца» | Драма                                                             | т/д «Ханжонкова»                                              | реж. Никандр Туркин, Александр Ханжонков, Антонина Ханжонкова сцен. Никандр Туркин, Александр Ханжонков, Антонина Ханжонкова                | Е. Полевицкая, Ольга Рахманова, Витольд Полонский, Андрей Громов, Арсений Бибиков |
| |                                                                   |                                                               | | |
| «Пара гнедых» // Экранизация одноимённого романса по стихотворению А. Н. Апухтина                                                            | Драма                                                             | т/д «И. Ермольев»                                             | реж. Чеслав Сабинский опер. Евгений Славинский                                                                                              | Владимир Стрижевский |
| |                                                                   |                                                               | | |
| «Паутина зла» |                                                                   |                                                               | | |
| |                                                                   |                                                               | | |
| «Первая любовь» // Экранизация одноимённой повести Тургенева                                                                                 | Мелодрама                                                         | т/д «Тиман и Рейнгардт» («Русская золотая серия)»             | реж. Вячеслав Висковский | |
| |                                                                   |                                                               | | |
| «Песнь торжествующей любви» // На сюжет рассказа И. С. Тургенева                                                                             | драма                                                             | т/д «Ханжонкова»                                              | реж. Евгений Бауэр опер. Борис Завелев, Константин Бауэр сцен. Евгений Бауэр                                                                | Вера Холодная (Елена), Витольд Полонский (Евгений), Осип Рунич (Георгий), В. Никонова, Арсений Бибиков (патер), А. Сотников |
| |                                                                   |                                                               | | |
| «Петербургские трущобы» | Авантюрно-приключенческий                                         | т/д «Ермольев, Зархин и Сегель»                               | реж. Владимир Гардин, Яков Протазанов опер. Александр Левицкий сцен. Владимир Гардин, Яков Протазанов                                       | Владимир Максимов (Иван Вересов), Ольга Преображенская (Анна Чечеванская), Иван Мозжухин, Лидия Рындина, Людмила Сычёва, Николай Горич |
| |                                                                   |                                                               | | |
| «Пила вино… и хохотала» | «Бытовая кинодрама с вульгарным сюжетом»                          | т/д «И. Ермольева»                                            | реж. Чеслав Сабинский сцен. Чеслав Сабинский                                                                                                | |
| |                                                                   |                                                               | | |
| «Пламя неба» | драма                                                             | т/д «Ханжонкова»                                              | реж. Евгений Бауэр опер. Борис Завелев сцен. Георгий Азагаров                                                                               | Вера Холодная (Таня), Александр Вырубов (Ронов, профессор астрономии), Георгий Азагаров (Леонид, его сын), Прасковья Максимова |
| |                                                                   |                                                               | | |
| «По трупам к счастью» // Инсценировка бульварного романа А. Пазухина                                                                         | Уголовная кинодрама                                               | т/д «А. Талдыкин, Н. Козловский и Ко»                         | реж. Вячеслав Туржанский сцен. Анатолий Каменский                                                                                           | |
| |                                                                   |                                                               | | |
| «Погубленный страстью предатель» // По рассказу М. Кузьмина «Первая лампочка»                                                                | «Вульгарная приключенческая кинодрама»                            | т/д «А. Хохловкин»                                            | реж. Максимилиан Гарри сцен. М. Кузьмин | |
| |                                                                   |                                                               | | |
| «Под звуки Марсельезы» |                                                                   |                                                               | | |
| |                                                                   |                                                               | | |
| «Подлец» |                                                                   |                                                               | реж. Вячеслав Туржанский | |
| |                                                                   |                                                               | | |
| «Поединок роковой» | Лирическая (психологическая) драма                                | т/д «Ханжонкова»                                              | сцен. Ф. Мешков | Лидия Терек (Елена), Владимир Эльский (скульптор Эльский), В. Портэн, Надежда Снежина, Виталий Брянский (художник Судаков), Е. Лавина (мать Елены), А. Сотников, Г. Наров |
| |                                                                   |                                                               | | |
| «Поксон на Волге» | Комедия                                                           | т/д «Г. Либкин»                                               | реж. Сигизмунд Веселовский | |
| |                                                                   |                                                               | | |
| «Попалась» | фарс                                                              | т/д «Ханжонкова»                                              | реж. Евгений Бауэр | Лина Бауэр, С. Рассатов, Арсений Бибиков |
| |                                                                   |                                                               | | |
| «Попрыгунья» | Комедия                                                           |                                                               | | |
| |                                                                   |                                                               | | |
| «Портрет Дориана Грея» // Экранизация одноимённого романа Оскара Уайльда                                                                     | драма                                                             | т/д «Тиман и Рейнгардт» («Русская золотая серия)»             | реж. Всеволод Мейерхольд сцен. Всеволод Мейерхольд                                                                                          | Александр Волков |
| |                                                                   |                                                               | | |
| «Поташ и Перламутр» // Экранизация одноимённой пьесы Монтеги и Гласса                                                                        | Комедия                                                           | Товарищество «Продалент»                                      | реж. Степан Надеждин опер. А. Печковский сцен. Степан Надеждин                                                                              | Степан Надеждин (Перламутр) |
| |                                                                   |                                                               | | |
| «Потоп» // Экранизация одноимённого романа Генрика Сенкевича                                                                                 | Историческая драма. 2 серии, , 2960 (1460+1500) метров            | т/д «Ханжонкова»                                              | реж. Пётр Чардынин | Иван Мозжухин, Надежда Нельская, Арсений Бибиков, Александр Вырубов, Александр Херувимов, Пётр Старковский, Павел Кнорр, Пётр Лопухин, Андрей Громов, Дора Читорина, Георгий Азагаров |
| |                                                                   |                                                               | | |
| «Похождения борца Козюпкина» | Комедия                                                           | т/д «Ханжонкова»                                              | | |
| |                                                                   |                                                               | | |
| «Похождения Шпеера и его шайки „Червонных валетов“»                                                                                          | Приключенческий фильм                                             | т/д «Ханжонкова»                                              | реж. Евгений Бауэр опер. Константин Бауэр                                                                                                   | Георгий Азагаров (князь Азагаров), Надежда Нельская (Сонька Золотая ручка), Владимир Эльский (Шпеер), Сергей Квасницкий (князь Лонов), Павел Бирюков (меховщик Воронов), Н. Нигоф |
| |                                                                   |                                                               | | |
| «Преступление» | «Уголовная драма из современной жизни»                            | «Русское кинематографическое товарищество»                    | реж. Николай Петров опер. Иван Фролов | |
| |                                                                   |                                                               | | |
| «Преступление и наказание» |                                                                   |                                                               | | Борис Орленев |
| |                                                                   |                                                               | | |
| «Приваловские миллионы» // Экранизация одноимённого романа Д. Н. Мамина-Сибиряка                                                             | драма                                                             | т/д «В. Венгеров и В. Гардин» и т/д «Крео М. И. Быстрицкого»  | реж. Владимир Гардин опер. Самуил Бендерский сцен. Владимир Гардин, Э. Бескин худ. Сергей Козловский, И. Сукиасов                           | Владимир Гардин (Бахарев), Ольга Преображенская (Надежда), Сергей Ценин, Сергей Козловский (управляющий рудником), Надежда Плевицкая |
| |                                                                   |                                                               | | |
| «Приключения атлета Костаньяро» |                                                                   | «Продалент»                                                   | реж. М. Мартов сцен. Николай Брешко-Брешковский                                                                                             | Борис Светлов |
| |                                                                   |                                                               | | |
| «Приключения почтово-телеграфного чиновника Кукиша»                                                                                          | Комедия                                                           |                                                               | реж. Михаил Бонч-Томашевский | Михаил Вернер |
| |                                                                   |                                                               | | |
| «Проведёмте [ж], друзья, эту ночь веселей»                                                                                                   | Драма                                                             | т/д «И. Ермольев»                                             | реж. Чеслав Сабинский опер. Евгений Славинский сцен. Чеслав Сабинский                                                                       | Владимир Стрижевский |
| |                                                                   |                                                               | | |
| «Продавец рабынь» |                                                                   | т/д «Тиман и Рейнгардт» («Русская золотая серия)»             | реж. Вячеслав Висковский опер. Александр Левицкий                                                                                           | Александр Вернер |
| |                                                                   |                                                               | | |
| «Проклятая мозоль» | Комедия                                                           | т/д «Г. Либкин»                                               | реж. Сигизмунд Веселовский | |
| |                                                                   |                                                               | | |
| «Пятно прошлого» |                                                                   |                                                               | | |
| |                                                                   |                                                               | | |
| «Рабыня роскоши и моды» // По отдалённым мотивам романа Э. Золя «Дамское счастье»                                                            |                                                                   | т/д «Светотень» и т/д «Крео»                                  | реж. Иосиф Сойфер опер. В. Вурм сцен. Григорий Брейтман                                                                                     | А. Дарьял, Вера Юренева, Варвара Янова, Осип Рунич, Елена Ходаковская, Л. Матковская, П. Значковский, Сойфер, Смирнов, Молотов, Пульчицкий, Писарева, Аксёнов, Калитина, Монко |
| |                                                                   |                                                               | | |
| «Рождённый ползать летать не может» | Мелодраматическая кинодрама                                       | т/д «И. Ермольев»                                             | реж. Чеслав Сабинский сцен. Чеслав Сабинский                                                                                                | |
| Нелепый сюжет. |                                                                   |                                                               | | |
| |                                                                   |                                                               | | |
| «Русские женщины» |                                                                   |                                                               | реж. Александр Аркатов | |
| |                                                                   |                                                               | | |
| «Сватання в Гончарывцях» |                                                                   |                                                               | | |
| |                                                                   |                                                               | | |
| «Сверчок на печи» // Экранизация комедии Диккенса                                                                                            | Экранизация                                                       | т/д «Тиман и Рейнгардт» («Русская золотая серия)»             | реж. Борис Сушкевич, Александр Уральский опер. К. Брицци сцен. Борис Сушкевич, Александр Уральский худ. Владимир Егоров                     | Евгений Вахтангов, Григорий Хмара, Михаил Чехов, Мария Дурасова |
| |                                                                   |                                                               | | |
| «Седьмая заповедь» // На сюжет рассказа Ги де Мопассана «Франсуаза» с перенесением места действия в Россию и соответствующим изменением имён | трагедия                                                          | А/О «А. Дранкова»                                             | реж. Владимир Касьянов опер. Луи Форестье                                                                                                   | |
| |                                                                   |                                                               | | |
| «Сердце русского солдата» | Кинодекламация                                                    |                                                               | | |
| |                                                                   |                                                               | | |
| «Серые герои» |                                                                   |                                                               | | Нахман Калик-Наумов |
| |                                                                   |                                                               | | |
| «Сказка мира» |                                                                   |                                                               | худ. Пётр Мосягин | |
| |                                                                   |                                                               | | |
| «Сладострастие» | драма                                                             | т/д «Creo»                                                    | реж. Пётр Чардынин | В. Васильев, Надежда Нельская, Теа Адами, Е. Саранчева |
| |                                                                   |                                                               | | |
| «Сильнее смерти» |                                                                   | т/д «Тиман и Рейнгардт» («Русская золотая серия)»             | реж. Вячеслав Висковский опер. Александр Левицкий                                                                                           | Николай Церетели (Антек) |
| |                                                                   |                                                               | | |
| «Случайная женщина» | Драма                                                             | Контора «Фильмотека»                                          | реж. Владимир Гарлицкий | |
| |                                                                   |                                                               | | |
| «Смятые цветы» | Драма                                                             |                                                               | реж. Владислав Старевич, Андрей Громов опер. Владислав Старевич                                                                             | |
| |                                                                   |                                                               | | |
| «Спите, орлы боевые, или война и жизнь» |                                                                   |                                                               | реж. Дмитрий Байда-Суховий | |
| |                                                                   |                                                               | | |
| «Ставка князя Матвея» // Экранизация одноимённой повести (и пьесы) С.Ауслендера                                                              |                                                                   | Контора «Кинолента»                                           | реж. Александр Чаргонин сцен. Александр Чаргонин                                                                                            | Алексей Бестужев, Александр Чаргонин (князь) |
| |                                                                   |                                                               | | |
| «Старая история на новый лад» |                                                                   |                                                               | | |
| |                                                                   |                                                               | | |
| «Старина и редкость» | Короткометражная комедия                                          | т/д «Дранкова»                                                | реж. Михаил Бонч-Томашевский | |
| |                                                                   |                                                               | | |
| «Старички забавляются» | Комедия                                                           |                                                               | реж. Михаил Бонч-Томашевский опер. Альфонс Винклер худ. Михаил Вернер                                                                       | |
| |                                                                   |                                                               | | |
| «Степные орлы» | Драма                                                             | т/д «Дранкова»                                                | реж. Иван Вронский, Евгений Петров-Краевский опер. Антонио Серрано                                                                          | Владимир Сашин, Евгений Петров-Краевский |
| |                                                                   |                                                               | | |
| «Сто тысяч» | Фарс                                                              | т/д «Ханжонкова»                                              | | Лидия Триденская (Ефросинья, кухарка), Георгий Азагаров (барон Глупов), Александр Херувимов (Пронырин, дисконтёр) |
| |                                                                   |                                                               | | |
| «Тайна великосветского романа» |                                                                   | Товарищество «Художественная лента и т/д Дранкова»            | реж. Александр Пантелеев сцен. Наталья Бахарина                                                                                             | В. Ленский |
| |                                                                   |                                                               | | |
| «Тайна завода Круппа» | Приключенческий фильм                                             | т/д «Р. Перский»                                              | реж. Марк Налётный опер. Марк Налётный | |
| |                                                                   |                                                               | | |
| «Тайна липовой аллеи» | Драма                                                             | т/д «Р. Перский»                                              | реж. Владимир Татищев | Владимир Максимов (Правдолюбов) |
| |                                                                   |                                                               | | |
| «Тайна нижегородской ярмарки» |                                                                   |                                                               | реж. Яков Протазанов сцен. Яков Протазанов                                                                                                  | Иван Мозжухин |
| |                                                                   |                                                               | | |
| «Тёмная сила, или братья Ивановы» | «Бытовая кинодрама из жизни русской деревни с запутанным сюжетом» | т/д «И. Ермольев»                                             | реж. Чеслав Сабинский сцен. Чеслав Сабинский                                                                                                | |
| |                                                                   |                                                               | | |
| «Трагедия близорукого» | Короткометражная комедия                                          | т/д «Дранкова»                                                | реж. Михаил Бонч-Томашевский | |
| |                                                                   |                                                               | | |
| «Трагедия семьи Набатовых» | Мелодраматическая история                                         | т/д «Г. Либкин»                                               | реж. Сигизмунд Веселовский опер. Евгений Франциссон сцен. Юрий Тарич                                                                        | Амо Бек-Назаров (помещик Викулов) |
| |                                                                   |                                                               | | |
| «Три алкоголика» |                                                                   |                                                               | сцен. Александр Гарин | Александр Гарин |
| |                                                                   |                                                               | | |
| «Три встречи» // На сюжет одноимённой поэмы Розенгейма                                                                                       |                                                                   | т/д «Русь»                                                    | реж. Ричард Болеславский | |
| |                                                                   |                                                               | | |
| «Ты в среду, а он в пятницу» | фарс                                                              | т/д «Р. Перский»                                              | реж. Михаил Бонч-Томашевский | |
| |                                                                   |                                                               | | |
| «Ты ещё не умеешь любить» |                                                                   | т/д «А. Печковский»                                           | реж. Ричард Болеславский опер. А. Печковский                                                                                                | Ричард Болеславский |
| Халтурно поставленная драма. |                                                                   |                                                               | | |
| |                                                                   |                                                               | | |
| «У ног вакханки» // Фарс перенесён на экран со сцены театра Сабурова                                                                         | Фарс                                                              | т/д «Тиман и Рейнгардт» («Русская золотая серия)»             | реж. Вячеслав Висковский | Александр Вернер |
| |                                                                   |                                                               | | |
| «У последней черты» // Экранизация одноимённого романа М. Арцыбашева                                                                         | драма                                                             | т/д «Кинематографическое ателье А. И. Векштейна и Ко»         | реж. Владимир Максимов опер. Альфонс Винклер худ. Михаил Вернер                                                                             | |
| |                                                                   |                                                               | | |
| «У последней черты» | Мелодрама                                                         |                                                               | реж. Владислав Старевич, Андрей Громов опер. Владислав Старевич                                                                             | Владислав Старевич (Иванов) |
| |                                                                   |                                                               | | |
| «У пылающего горна» |                                                                   |                                                               | реж. Александр Аркатов | Евгений Петров-Краевский |
| |                                                                   |                                                               | | |
| «Убийство балерины Пламеневой» | Уголовная драма                                                   | т/д «Ханжонкова»                                              | реж. Евгений Бауэр опер. Борис Завелев сцен. Никандр Туркин худ. Евгений Бауэр                                                              | Лина Бауэр (балерина Пламенева), Н. Снежина (Настя), Владимир Эльский (доктор Коркин), Николай Маргаритов (монтёр Вакштейнов, его сын), В. Глинская (Катя, мать Вакштейнова), Георгий Азагаров (судебный следователь), Н. Безирганов, Лидия Терек (Марра, актриса), А. Мирский (миллионер Невейнов), Прасковья Максимова (акушерка Лотова), А. Сотников, Надежда Нельская (вдова), Александр Вертинский (сыщик)                                              |
| |                                                                   |                                                               | | |
| «Умершая и воскресшая» | Кинороман                                                         | т/д «Г. Либкин»                                               | реж. Николай Арбатов опер. Пётр Мосягин | |
| |                                                                   |                                                               | | |
| «Униженные и оскорблённые» // Экранизация одноимённого романа Ф. Достоевского                                                                |                                                                   | Киностудия «Светотень»                                        | реж. Иосиф Сойфер опер. В. Вурм сцен. Семён Писарев                                                                                         | М. Андреева, С. Кузнецов |
| |                                                                   |                                                               | | |
| «Упырь» |                                                                   |                                                               | реж. Александр Аркатов | |
| |                                                                   |                                                               | | |
| «Ураган страстей» | Любовная кинодрама                                                | Товарищество «Художественная лента»                           | реж. Александр Пантелеев сцен. Александр Пантелеев                                                                                          | Л. Яворская |
| |                                                                   |                                                               | | |
| «Федот, а не Марья, или любовник на кухне»                                                                                                   | Комедия                                                           |                                                               | реж. Михаил Бонч-Томашевский | |
| |                                                                   |                                                               | | |
| «Хаим-кинематографщик» | Комедия                                                           | т/д «Ханжонкова»                                              | | |
| |                                                                   |                                                               | | |
| «Хаймович и Цыперович» |                                                                   |                                                               | реж. Александр Гарин сцен. Александр Гарин                                                                                                  | |
| |                                                                   |                                                               | | |
| «Хвала безумию» |                                                                   | т/д «Тиман и Рейнгардт» («Русская золотая серия)»             | реж. Александр Уральский опер. К. Брицци | |
| |                                                                   |                                                               | | |
| «Хищники слетелись» | Патриотический                                                    | Товарищество «Русская лента»                                  | реж. Борис Глаголин | |
| |                                                                   |                                                               | | |
| «Хромой барин» // Экранизация одноимённого романа А. Толстого                                                                                | Драма                                                             | т/д «Г. Либкин»                                               | реж. Николай Арбатов опер. Пётр Мосягин | |
| |                                                                   |                                                               | | |
| «Чей ребёнок» | Короткометражная комедия                                          | т/д «Дранкова»                                                | реж. Михаил Бонч-Томашевский | |
| |                                                                   |                                                               | | |
| «Человек без квартиры» |                                                                   | т/д «Тиман и Рейнгардт» («Русская золотая серия)»             | реж. Вячеслав Висковский опер. Александр Левицкий                                                                                           | Александр Вернер |
| |                                                                   |                                                               | | |
| «Чёрная жемчужина» | Бульварно-приключенческий фильм                                   | т/д «Дранкова»                                                | реж. Александр Гарин сцен. Александр Гарин                                                                                                  | |
| |                                                                   |                                                               | | |
| «Шведская спичка» // Экранизация одноимённого рассказа А. Чехова                                                                             | Комедия                                                           | т/д «Тиман и Рейнгардт» («Русская золотая серия)»             | реж. Александр Уральский опер. Александр Левицкий, К. Брицци                                                                                | |
| |                                                                   |                                                               | | |
| «Шкаф с сюрпризом» | Комедия                                                           | т/д «Тиман и Рейнгардт» («Русская золотая серия)»             | реж. Вячеслав Висковский | Михаил Чехов |
| |                                                                   |                                                               | | |
| «Я и моя совесть» |                                                                   | т/д «И. Ермольева»                                            | реж. Яков Протазанов опер. Евгений Славинский                                                                                               | Вера Орлова, Иван Мозжухин |
| |                                                                   |                                                               | | |
| «Я — царь, я — раб, я — червь, я — бог» | Драма                                                             | т/д «Ханжонкова»                                              | реж. Евгений Бауэр опер. Борис Завелев сцен. Шахновский                                                                                     | Ольга Рахманова (Анна Николаевна Строева), Олег Фрелих (Сергей Уткин, художник), Андрей Громов (Иван Александрович, сын Строевой), Надежда Нельская (горничная Лиза) |
| |                                                                   |                                                               | | |